# Лысухи
Лысу́хи (лат. Fulica) — род водоплавающих птиц семейства пастушковых, представители которого обитают на реках и озёрах. Наибольшее разнообразие этих птиц наблюдается в Южной Америке, где обитает 8 из 10 видов лысух, и где, по всей видимости, и возник этот род. Некоторые виды обитают исключительно в высокогорных озёрах Анд на высоте 3000—6500 м над уровнем моря. В отличие от других пастушковых, лысухи менее скрытные и большую часть времени проводят на открытой воде. Последнее обстоятельство отличает лысух от родственных им камышниц. У большинства лысух чёрное оперение, а на лбу имеется хорошо заметная кожистая бляха либо другое украшение. Ноги сильные, хорошо приспособлены для передвижения по вязкой прибрежной почве, и в отличие от камышниц, имеют по бокам пальцев плавательные лопасти, помогающие птицам передвигаться по воде. Строение таза и ног также позволяет птицам хорошо нырять, что выделяет их среди других птиц семейства. Клюв ярко окрашен, и у подавляющего большинства видов подхвостье белого цвета.
Крылья скорее короткие; летают птицы неохотно, однако некоторые виды северного полушария являются перелётными и в состоянии преодолеть значительные расстояния. Мигрируют лысухи в ночное время суток.
Основной рацион лысух состоит из растительной пищи, хотя реже они охотятся на водных насекомых, ракообразных и моллюсков, а также питаются рыбой и яйцами других птиц. Агрессивно охраняют свою гнездовую территорию, однако вне брачного сезона сбиваются в стаи и кормятся вместе на мелководье, что делает их наиболее общественными птицами в семействе. Агонистическое поведение во многом схоже с камышницами — во время конфликта птицы принимают характерные угрожающие позы или даже вступают в драку друг с другом.

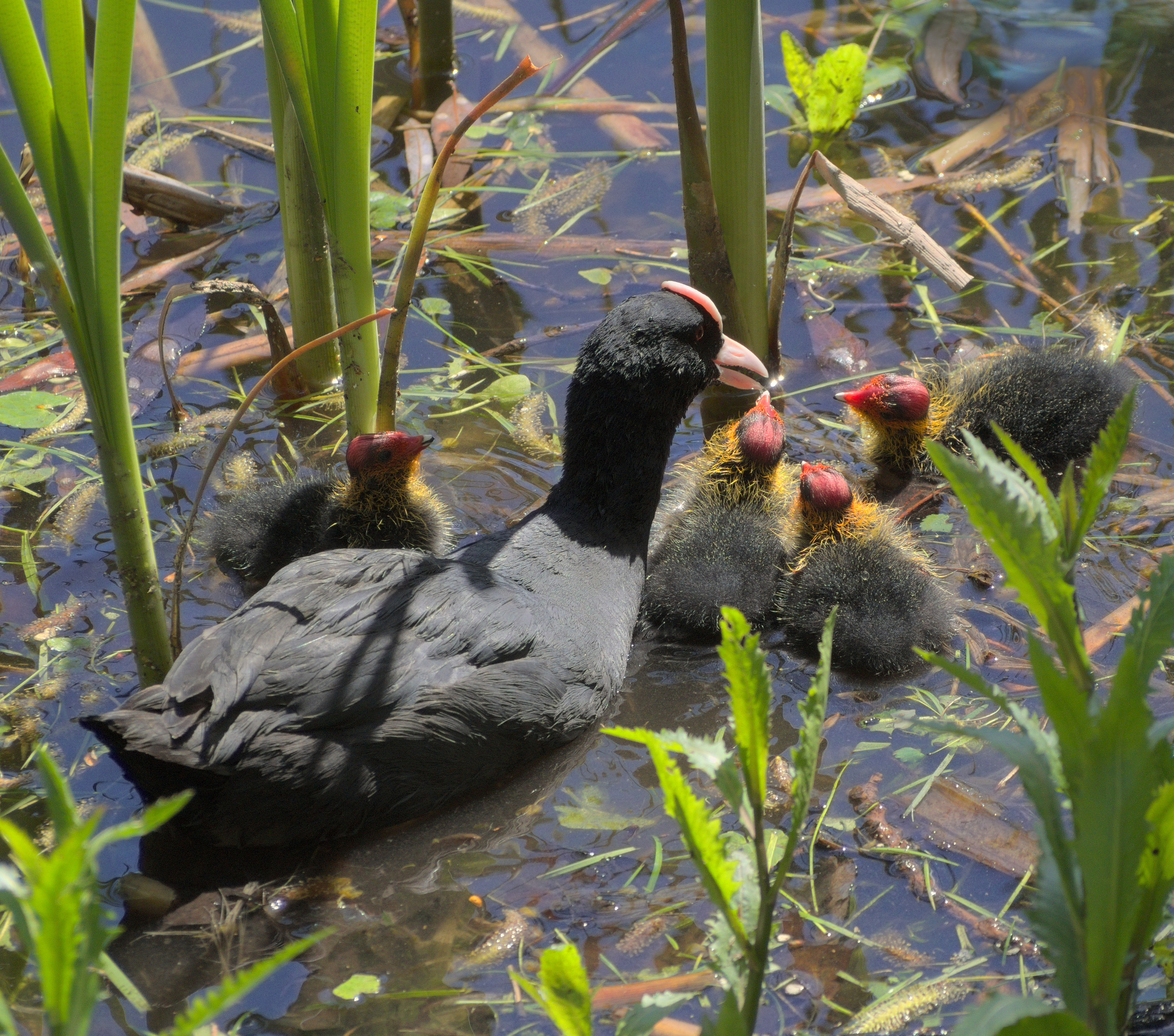
Птенцы c клушей

Вылупившиеся птенцы воспитываются группами под присмотром одной или двух взрослых птиц.
Гигантская лысуха (наравне с султанкой такахе (Porphyrio mantelli)) считается одной из самых крупных птиц в семействе — её длина может достигать 59—63 см, а вес 2—3,2 кг. Гигантская и рогатая лысухи строят огромного размера гнёзда — первая устраивает плавучие плоты из прибрежного тростника, в результате чего готовое гнездо в основании может достигать 4 м в диаметре и в высоту до 60 см. Рогатая лысуха устраивает гнездо на груде камней, которые сама же клювом перекатывает к месту будущей постройки. При этом общий вес камней может составлять до 1,5 тонн.
На территории России обитает единственный вид лысух — это обыкновенная, или просто лысуха.

## Классификация
Международный союз орнитологов относит к роду 11 видов:
- Краснолобая лысуха (Fulica rufifrons)
- Рогатая лысуха (Fulica cornuta)
- Гигантская лысуха (Fulica gigantea)
- Желтоклювая лысуха (Fulica armillata)
- Лысуха (Fulica atra)
- Хохлатая лысуха (Fulica cristata)
- † Маскаренская лысуха (Fulica newtoni)
- Гавайская лысуха (Fulica alai)
- Американская лысуха (Fulica americana)
  - Вест-индская лысуха (Fulica americana americana)
- Андская лысуха (Fulica ardesiaca)
- Белокрылая лысуха (Fulica leucoptera)